# Hohenlohe (Neresheim)

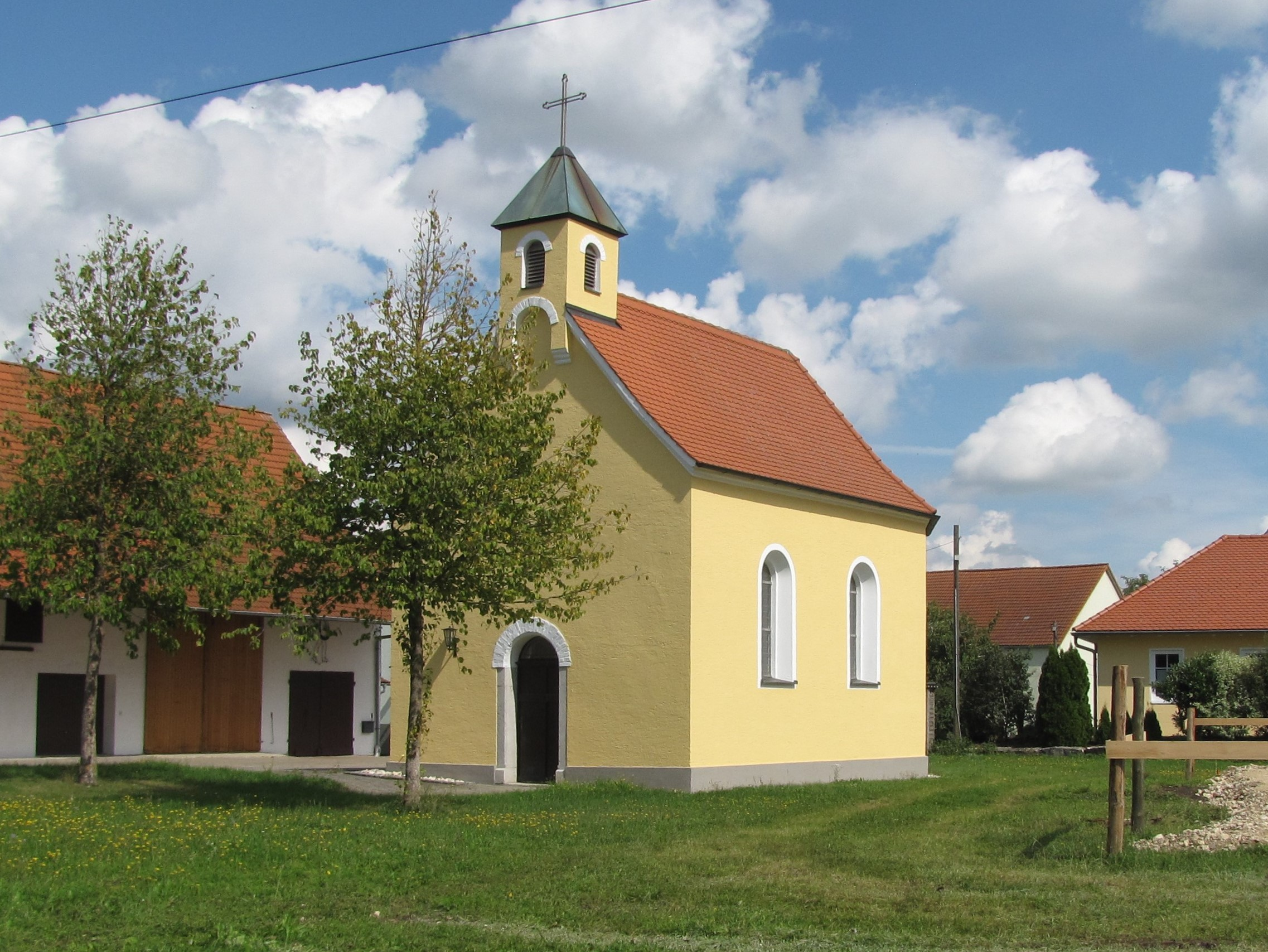
St. Wendelin (2020)

Hohenlohe ist ein Teilort von Dorfmerkingen, einem Stadtteil von Neresheim.

## Lage und Verkehrsanbindung
Der Weiler mit etwa einem Dutzend Hausnummern und einigen weiteren landwirtschaftlichen Nebengebäuden liegt, umgeben von Feldern und Wiesen, auf etwa 680 m ü. NHN auf dem Härtsfeld, dem östlichsten Teil der Hochfläche der Schwäbischen Alb.
Das Dorf Dorfmerkingen ist etwa 3 km, der Stadtkern von Neresheim etwa 8 km südöstlich entfernt (jeweils in Luftlinie).
Die von Waldhausen im Westen kommende und nach Unterriffingen näher im Nordosten führende Landesstraße L 1080 sowie die von Elchingen im Südwesten kommende Kreisstraße K 3297, die in der Ortsmitte in diese einmündet, verbinden es mit dem Straßennetz.

## Geschichte
Etwa 400 Meter westlich des Ortes verlief eine Römerstraße, die die römischen Siedlungen in Heidenheim (Aquileia) und Oberdorf (Opia) verband. 
Hohenlohe war im 15. Jahrhundert Mittelpunkt des Amtes Hohenlohe, das zum Kloster Lorch gehörte.  1471 (erste Erwähnung) wurde das Amt samt Ortschaft an das Deutschordensschloss Kapfenburg verkauft.
1872 zählte der Ort 77 Einwohner.

## Kulturdenkmäler
- Katholische Dorfkapelle St. Wendelin